# NGC 3229
NGC 3229 is een drievoudige ster en telescopisch asterisme in het sterrenbeeld Sextant. Het hemelobject werd op 31 maart 1859 ontdekt door de Amerikaanse astronoom Phillip Sidney Coolidge (1830-1863).